# Katsuragawa Hoshū
Katsuragawa Hoshū (桂川甫周; geboren 1751 in Edo; gestorben 2. August 1809 ebenda) war ein japanischer Arzt und Gelehrter der „westlichen Wissenschaften“ – Rangaku.

## Leben und Wirken
Katsuragawa Hoshū stammte aus einer Arztfamilie, die schon seit drei Generationen den Leibarzt des Shōguns stellte. Er, bewandert in der „holländischen Wissenschaft“ Rangaku, schloss sich den ebenfalls mit dem Niederländischen vertrauten Medizinern Maeno Ryōtaku, Sugita Gempaku, Nakagawa Jun’an und anderen an, um das Buch „Ontleedkundige Tafelen“ aus dem Jahr 1734 ins Japanische zu übersetzen. 1774 konnte die Übersetzung als „Kaitai Shinsho“ (解体新書), etwa „Neues Buch der Anatomie“, publiziert werden. Dieses Buch wurde zur Basis für weitere Studien in Japan zur westlichen Medizin.
Der niederländische Mediziner Carl Peter Thunberg, den er – zusammen mit Nakagawa – besuchte, als dieser mit der niederländischen Gesandtschaft sich 1776 in Edo aufhielt, schrieb anerkennend über ihn, so auch der Leiter der niederländischen Station Dejima, Isaac Titsingh. 1777 wurde er Leibarzt des Shoguns, als vierter seiner Familie. Er unterrichtete auch an der Medizinschule des Tokugawa-Shogunats, dem Igakukan (医学館).
Zu Katsuragawas Werken gehören „Hokusa Bunryaku“ (北槎聞略) aus dem Jahr 1794, in dem er die Erlebnisse des Seemanns Daikokuya Kōdayū (1751–1828) beschreibt, den es einst nach Russland verschlagen hatte, 1801 die erste Arbeit zum Gebrauch des Mikroskops in Japan „Kembikyō yohō“ (顕微鏡用法) und eine Denkschrift zur Küstenverteidigung.